# Мария де лас Мерседес Баварская
Мария де лас Мерседес Баварская и Бурбон (исп. María de las Mercedes de Baviera y Borbón); имя при рождении: Мария де лас Мерседес Тереса Мария де ла Пас Фернанда Адальберта Кристина Антония Исидра Раймунда Хозефа Хесуса Фауста Франсиска де Борха и Тодос лос Сантос (исп. María de las Mercedes Teresa María de la Paz Fernanda Adalberta Cristina Antonia Isidra Raimunda Josefa Jesusa Fausta Francisca de Borja y Todos los Santos); 3 октября 1911[…], Дворец Куэста де ла Вега — 11 сентября 1953[…], Мадрид) — третий ребёнок принца Фердинанда Баварского и его супруги Марии Терезы Испанской. Имела титул принцессы Баварской и инфанты Испанской. Дама Ордена Королевы Марии Луизы.

## Биография
Мария де лас Мерседес родилась в Мадриде 3 октября 1911 года в семье принца Фердинанда Баварского и Марии Терезы Испанской. По отцу приходилась внучкой Людвигу Фердинанду Баварскому и Марии де ла Пас Испанской, дочери королевы Изабеллы II, по матери — королю Испании Альфонсо XII и Марии Кристине Австрийской. Стала третьим ребёнком и первой дочерью в семье. Имела двух старших братьев, Луиса и Хосе. В следующем году у неё появилась сестра Мария дель Пилар, умершая в возрасте 6 лет.
С рождения имела титул принцессы Баварской, а из-за большой близости к испанской королевской семье её дядя Альфонсо XIII, который в то время правил Испанией дал ей титул инфанты Испании. При рождении получила имя Мария де лас Мерседес Тереза Мария де ла Пас Фернанда Адальберт Кристина Антония Исидра Раймунда Жозефа Иисуса Фауста Франсиска де Борха и Тодос лос Сантон (исп. María de las Mercedes Teresa María de la Paz Fernanda Adalberta Cristina Antonia Isidra Raimunda Josefa Jesusa Fausta Francisca de Borja y Todos los Santos). Родители принцессы приходились друг другу двоюродными братом и сестрой. Проживала семья в особняке, расположенном на Куэста де ла Вега (исп. la Cuesta de la Vega), недалеко от королевского дворца в Мадриде. Там родились все дети четы.
Когда принцессе исполнился год, мать умерла. В том же году её отце женился повторно на Марии Луизе Фернандес де Сильва и Хенестроза (1870—1955), получившей титул герцогини Талавера де ла Рейна и инфанты Испанской, детей в браке не было.
После провозглашения Второй Испанской республики в 1931 году семья Марии де лас Мерседес отправилась в изгнание в Германию. В этот период она начала вести дневник, в которым записывала личные стихотворения, посвященных любви. Была Дамой Мальтийского Ордена.

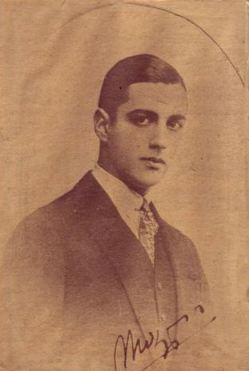
Ираклий Георгиевич Багратион-Мухранский.

29 августа 1946 года в Сан-Себастьяне она вышла замуж за князя Ираклия Георгиевича Багратион-Мухранского (1909—1977), который был вдовцом. Происходил он из древнего грузинского рода Багратионов, которые правили Грузией до конца XVIII, когда она вошла в состав Российской империи. Сестра князя Леонида (1914—2010) была супругой претендента на трон Российской империи Е.И.В. Великого Князя Владимира Кирилловича Романова и матерью нынешнего главы — Великой Княгини Марии Владимировны. После свадьбы они вернулись в Испанию, где проживали в Мадриде. В браке родилось двое детей:
- Мария де ла Пас Виктория Тамара Елена Антуанетта де Багратион-Мухранска и Баварская (род. 1947) — дважды была замужем, имеет дочь от первого брака и сына от второго[3];
- Баграт Иоанн Мария де Багратион-Мухранский и Баварский (1949—2017) — был женат дважды, имеет двух детей от первого брака[4].

По совету великого князя Владимира Кирилловича, инфант Хуан, граф Барселонский,глава испанской королевской семьи в изгнании, признал союз династическим. Следовательно, ее дети входили в линию наследования испанского престола.В 1948 году сестра Ираклия, Леонида, вышла замуж за великого князя Владимира, что великий князь считал династическим. Инфанта Мария де лас Мерседес умерла в Мадриде в 1953 году от болезни сердца. Похоронена в Эскриале.Ираклий заключил третий брак с Марией дель Пилар Паскуаль и Ройг, маркизой Карсани. Сам умер в 1977 году.
Марии де лас Мерседес принадлежали тиара и колье с гранатами, которые достались ей от её бабушки Марии Кристины Австрийской, королевы Испании. В 1983 году на аукционе в Женеве колье с гранатами было продано, продавец неизвестен. Неизвестна и судьба тиары с гранатами.